# Gare d'Hermes - Berthecourt
La gare d'Hermes - Berthecourt est une gare ferroviaire française de la ligne de Creil à Beauvais, située sur le territoire de la commune de Berthecourt, à proximité immédiate d'Hermes, dans le département de l'Oise, en région Hauts-de-France.
C'est une gare de la Société nationale des chemins de fer français (SNCF), desservie par des trains TER Hauts-de-France.

## Situation ferroviaire
Établie à 42 m d'altitude, la gare d'Hermes - Berthecourt est située au point kilométrique (PK) 73,238 de la ligne de Creil à Beauvais, entre les gares d'Heilles - Mouchy et de Villers-Saint-Sépulcre.

## Histoire
Les travaux pour la création de la ligne de Creil à Beauvais sont réalisés par la Compagnie des chemins de fer des Ardennes qui l'échange le 17 juin 1857 avec la Compagnie des chemins de fer du Nord. La ligne est inaugurée le 28 juin 1857, sa mise en service ainsi que celle de la station d’Hermes - Berthecourt[réf. nécessaire] a lieu le 1er septembre 1857.
Hermes-Berthecourt était la gare tête de la ligne secondaire, concédée à la compagnie du chemin de fer de Hermes à Beaumont, à destination de Persan-Beaumont.

## Service des voyageurs

### Accueil
GareSNCF, elle dispose d'un bâtiment voyageurs, avec guichet ouvert du lundi au vendredi de 05h30-12h05 et fermé les samedis, dimanches et jours fériés.
Un passage planchéié permet la traversée des voies et la circulation d'un quai à l'autre.

### Desserte
Hermes - Berthecourt est desservie par des trains TER Hauts-de-France qui effectuent des missions entre les gares de Creil et de Beauvais. En 2022, la fréquentation de la gare était de 330 voyageurs par jour.

### Intermodalité
Un parking gratuit pour les véhicules y est aménagé.
La gare est desservie par la ligne 6101, 6143 et 6344 du réseau interurbain de l'Oise. Elle est également desservie par le service de transport à la demande Corolis à la demande - Zone Est (ligne 529) du réseau Corolis.

## Patrimoine ferroviaire
Le bâtiment voyageurs d’origine dû Félix Langlais, l'architecte de la Compagnie des chemins de fer des Ardennes, est toujours utilisé par la SNCF. À l’origine, il est en tous points identique à celui de la gare de Cires-lès-Mello et partage de nombreux points communs avec les gares de Beauvais et de Mouy - Bury.
Il s'agit d'un bâtiment composé de deux hauts pavillons à étages de deux travées sous bâtière transversale encadrant une aile centrale sans étage sous un toit en bâtière longitudinale. Côté quai, le bâtiment est symétrique et l'aile centrale est en retrait ; côté rue, le pavillon de droite fait saillie par rapport au reste du bâtiment. Une aile à toit plat, de trois travées, a été ajoutée au cours du XXe siècle.
Comme à Cires-lès-Mello, les façades de ces quatre gares étaient à l’origine en brique et en pierre ; la brique apparente a par la suite été recouverte d'imitations de blocs de pierres et toute la façade fut peinte en beige. Le soubassement, les chaînages et corniches harpées, les lucarnes, les seuils et linteaux de fenêtre ainsi que quelques détails ornementaux sont réalisés en pierre. Les cheminées étaient initialement revêtues de pierre. Une marquise métallique court le long de la façade côté quai et se prolonge sur le mur transversal de gauche ainsi que les deux tiers de la façade côté rue.